# Megayoldia montereyensis
Megayoldia montereyensis is een tweekleppigensoort uit de familie van de Yoldiidae. De wetenschappelijke naam van de soort is voor het eerst geldig gepubliceerd in 1893 door Dall.